# Verecundus
Verecundus († 552 in Chalcedon) war Bischof in der römischen Provinz Byzacena in Afrika.
Diese Provinz vertrat er auch beim Zweiten Konzil von Konstantinopel. Er stellte sich hierbei während des Dreikapitelstreits auf die Seite von Papst Vigilius. Kurz darauf, im Jahre 552 starb Verecundus in Chalcedon.
Er gilt – heute angezweifelt – als Verfasser von Dokumenten über das Konzil von Chalcedon: Excerptiones de gestis Chalcedonensis Concilii. Sicher von ihm stammen das Bußgedicht De satisfactione poenitentiae in 212 Hexametern und neun Kommentarwerke zu den Cantica des Alten Testaments.
In der katholischen Kirche wird Verecundus (lat.: der Rücksichtsvolle) als Heiliger verehrt. Sein Gedenktag ist der 22. Oktober.